# Біхітр
Біхітр (*д/н —після 1660) — індійський художник часів володарювання могольських падишахів Джаханґіра, Шах Джахана та Ауранґзеба.

## Життя та творчість
За походженням Біхітр напевне індусом. Натепер замало відомостей щодо особистого життя та діяльності цього маляра. Здобув основи освіти. Окрім рідної мови знав перську. Навчався у художника Абу'л Хасана.
У 1610 році за часи падишаха Джаханґіра став працювати в імператорській майстерні (кітабхане). Найбільшого визнання досяг за Шах Джахана (брав участь в ілюстрації «Збірки Шах Джахана»), ставши найвизначнішими портретистом свого часу. Його покровителем був впливовий сановник Асаф-хан. Діяльність Біхітра припадає на 1610–1660 роки.
Був доволі плідним художником, міг малювати як тварин, так й людей. Втім спеціалізувався на портреті. Образи створені Біхітром відрізняє чуттєвість, реалістичне відображення рис обличчя. Помітно поєднання могольської традиції із західним впливом (зокрема, використовував відтінки, мотиви європейської графіки). Портрети виконані у профіль або у напівпрофіль, тіло показано на три чверті. Прослідковується явлення простору. З 1630 року спостерігається перехід від м'якого, романтичного стиля до більш емоційно стриманого.
Біхітр переважно малював портрети могольських правителів та членів їх родини, інколи духовних осіб та членів почту падишаха. На усіх мініатюрах присутній доволі винахідливий орнамент.